# Марковски процес в непрекъснато време
Марковски процес в непрекъснато време в теорията на вероятностите, е Марковски процес, който приема стойности от дискретно множество, наречено пространство на състоянията, като стойността му се изменя в произволни моменти от времето. Пространството на състоянията може да бъде крайно или безкрайно, но изброимо множество. Това е една от разновидностите на случаен процес.
Марковският процес в непрекъснато време се различава от Марковските вериги, при която стойността на процеса се изменя само във фиксирани моменти от времето).
Марковските процеси в непрекъснато време намират приложение в теорията на масовото обслужване, управлението, оптимизацията на производствените системи.